# Rakim
Rakim, pseudonimo di William Michael Griffin Jr. (New York, 28 gennaio 1968), è un rapper e attivista statunitense.
Rakim è considerato uno dei più grandi MC della storia. È stato introdotto da MTV al quarto posto della classifica dei migliori rapper di sempre e inserito alla prima posizione nella lista stilata da About.com.

## Biografia
Rakim nasce a Wyandanch, Long Island, il 28 gennaio 1968. Passa la sua adolescenza a Long Island, particolarmente influenzato dai suoni della black music. A quindici anni inizia la sua carriera come rapper. Entrato a far parte della Nation of Gods and Earths, William cambia il suo nome in Rakim Allah nel 1984.

## Carriera

### Eric B. & Rakim
L'anno successivo, il 1985, è l'anno dell'incontro con Eric Benèt. Eric B. & Rakim di conseguenza diventa uno dei più conosciuti ed influenti gruppi rap della cosiddetta golden age (1986-1993). Prima dell'arrivo di Rakim sulle scene, la metrica del rap si presentava, attraverso le esibizioni di toasting, fissa e costante (come ad esempio Run DMC, Kurtis Blow, e altri), con liriche semplici ed un ritmo pesante e costante. Rakim, invece, dice di aver modellato il suo flow dopo essersi esibito al sassofono in occasione di una canzone jazz. Steve Huey di AllMusic scrisse nei primi anni 2000 che «il flow di Rakim è liscio e liquido, influenzato da ritmi jazz e con una facilità talmente impressionante da sembrare che non dovesse nemmeno sudare. Egli ha elevato l'emceeing ad uno stile più alto di quanto si sia mai fatto». L'elaborato utilizzo di frasi e metafore da parte di Rakim (in contrasto con il relativamente semplice liricismo del rap precedente) fu estremamente influente, con il critico di Pitchfork Jess Harvell che nel 2005 ha scritto che «l'innovazione di Rakim stava creando una patina di distacco intellettuale rispetto al motivo per cui è nato il rap: cioè dire una merdata in rima migliore di quella del tuo avversario. È stato un supremo esponente del rapping-about-rapping (cioè il rappare su argomenti di rap, ndr)». Comunque sotto questa superficie di discussione spesso si poteva leggere un messaggio metaforico molto profondo. In generale, Rakim come rapper ha rappresentato un insegnamento morale e spirituale, dando voce, attraverso le liriche, a coloro i quali erano totalmente lontani al cammino della saggezza. Sulle strade violente della New York degli anni ottanta e primi anni novanta, molti rapper hanno sentito il bisogno di includere messaggi di saggezza morale nelle loro canzoni, e Rakim fu il capostipite di questo movimento, utilizzando sia il linguaggio figurativo che quello letterale per giungere al proprio fine.

### Carriera solista

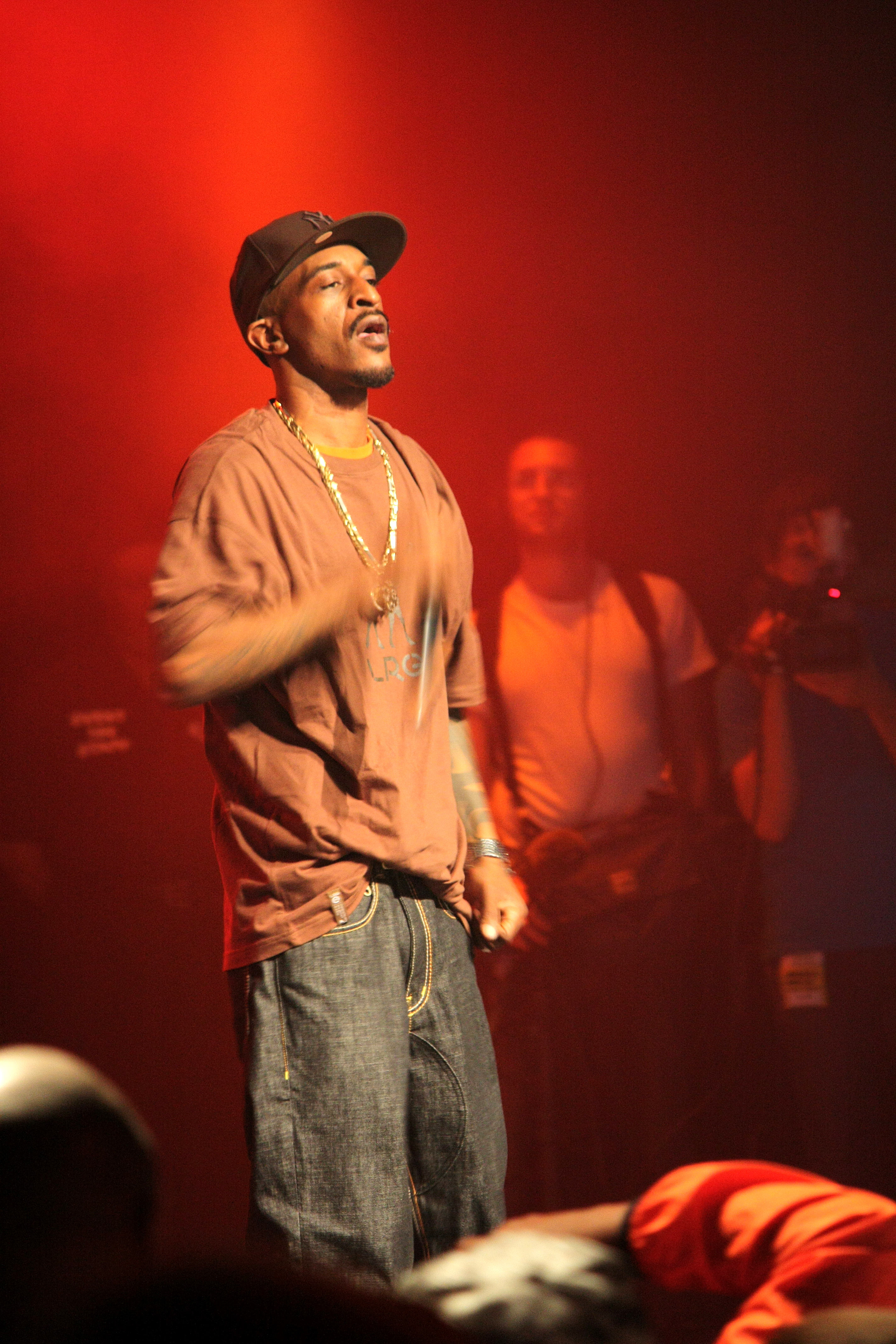
Rakim al Nokia Theatre (New York)

Il rapporto tra Eric Bénet e Rakim si concluse nel 1992 dopo aver dato vita a quattro album. In seguito ai rapporti contrattuali e di royalties che tenevano il rapper newyorkese legato all'etichetta discografica e ad Eric B., Rakim ha dovuto aspettare cinque anni per pubblicare il proprio album di debutto da solista, cosicché nel 1997 arrivò The 18th Letter, che includeva collaborazioni con DJ Premier e Pete Rock; pubblicato in due versioni, una delle quali includeva un greatest hits dell'accoppiata Eric B. & Rakim, intitolato The Book of Life, acclamato dalla critica e certificato disco d'oro dalla RIAA. Nel 1999, Rakim pubblicò The Master, che fu considerabilmente più fallimentare del precedente, non riuscendo a raggiungere la Top 50 nella classifica degli album della Billboard.
Nei primi anni 2000 Rakim firmò un contratto con la Aftermath Entertainment di Dr. Dre, nel tentativo di lavorare al nuovo album Oh My God. L'album subì numerose modifiche a livello di direzione artistica e ne fu ritardata l'uscita diverse volte. Mentre lavorava all'album, Rakim fece numerose apparizioni su canzoni Aftermath, incluso il singolo di successo Addictive di Truth Hurts, la canzone di Jay-Z The Watcher Part 2 (prodotta da Dr. Dre), e la colonna sonora del film 8 Mile. Comunque Rakim lasciò l'etichetta nel 2003 e Oh My God venne accantonato a tempo indeterminato, a causa delle differenze a livello creativo con Dre.
Il 27 aprile 2004, Rakim venne arrestato a causa di una questione di paternità risalente al 2001. Il rapper disse di non saperne nulla, ma accettò di pagare 2000$ in spese di ausilio alla crescita del figlio quattordicenne. Venne rilasciato il giorno dopo. Nel corso di quell'anno annunciò di essersi messo al lavoro per un nuovo album che però non è stato ancora pubblicato. Recentemente sono emerse notizie riguardo ad una probabile collaborazione di Rakim nell'etichetta di Talib Kweli, alimentatesi in seguito alla loro collaborazione nel brano Getting Up Anthem Part 1.
Nel 2009 esce The Seventh Seal, registrato per la Ra Records. Nel 2014 collabora con i Linkin Park al brano Guilty All the Same, scelto come primo singolo per l'album The Hunting Party di questi ultimi.

## Influenza artistica
Molti artisti hip hop (sia dell'underground che del mainstream) riconoscono di essere in debito nei confronti dello stile innovativo di Rakim; uno dei suoi fan più importanti è Nas, che gli ha dedicato una canzone nel suo album Street's Disciple, U.B.R. (Unauthorized Biography Of Rakim). Raekwon del Wu-Tang Clan ha anch'esso composto una canzone in onore di Rakim, "Rakim Tribute", che è stata pubblicata all'interno del The DaVinci Code: The Vatican Mixtape Vol. II nel 2006.

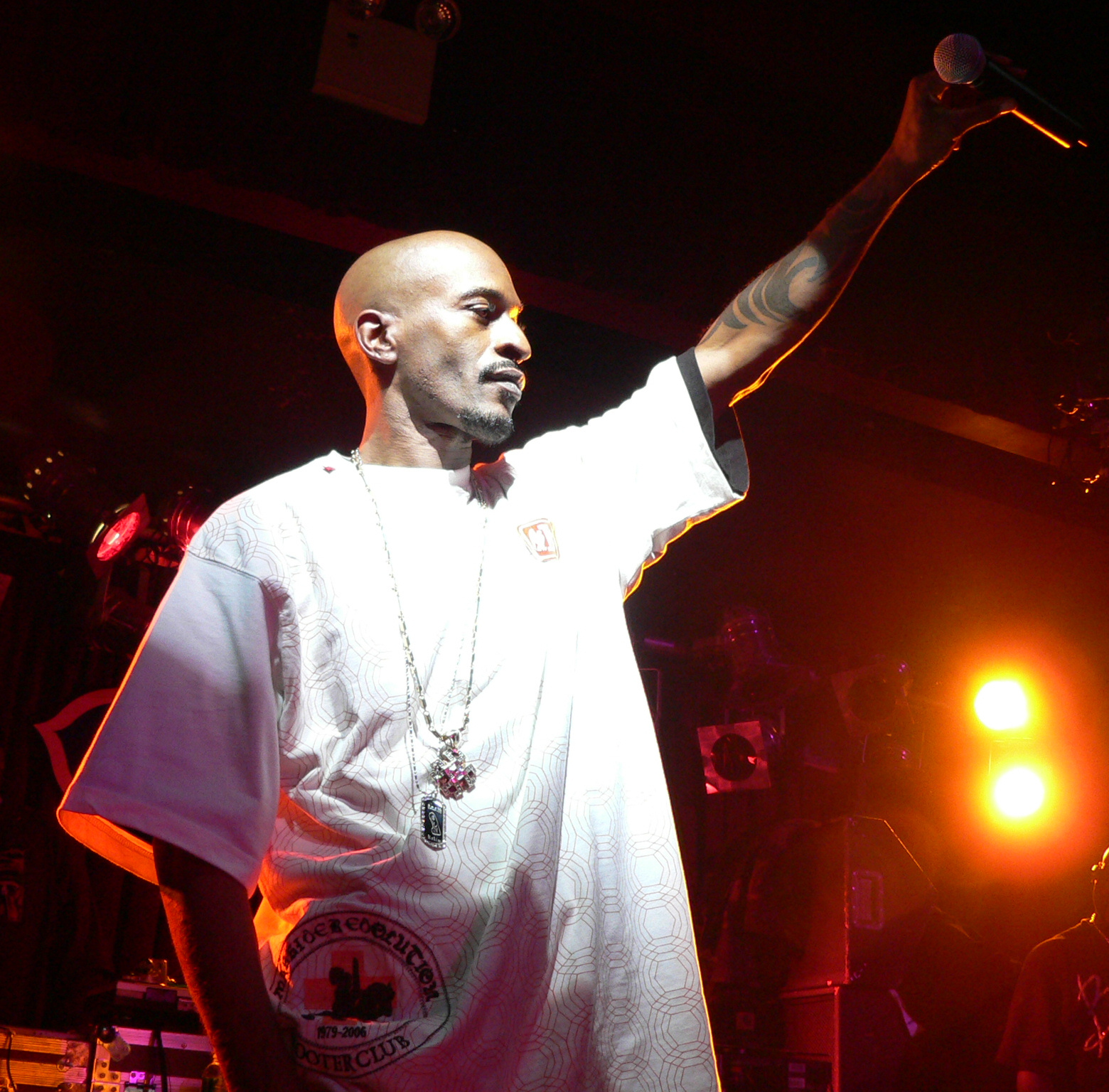
Rakim a New York

Rakim ha fatto diverse apparizioni: nel video di Juelz Santana Mic Check, nel video di Timbaland & Magoo Cop That Disc e nel video di Busta Rhymes New York Shit.

## Discografia

### Da solista
Album in studio
- 1997 – The 18th Letter
- 1999 – The Master
- 2009 – The Seventh Seal
- 2024 - G.O.D.’s Network (Reb7rth)

Raccolte
- 2008 – The Archive: Live, Lost & Found

### Con Eric B. & Rakim
- 1987 – Paid in Full
- 1988 – Follow the Leader
- 1990 – Let the Rhythm Hit 'Em
- 1992 – Don't Sweat the Technique

## Premi e riconoscimenti
- 2005: inserito al 4º posto nella lista "I più grandi MC di tutti i tempi" da MTV[1]